# H-Q曲線
H-Q曲線（HQきょくせん、H-Q curve）または水位流量曲線（すいいりゅうりょうきょくせん）とは、ある特定の期間中における河川などの水位（Height）と流量（Quantity）の関係を図式化したものである。一般的には二次曲線の形態をしている。

## 意義
河川流量Qは、ある河道の断面における水の平均流速をv、断面積をAとおくと、
{\displaystyle Q=vA}
で表せる。実際には同一断面でも河床（川底）の形状や植生の有無、水面と大気の摩擦などの作用により変動することから、断面をいくつかの小区間に区切って流速を測定する。ここで得られた流速を用いて小区間における流量を求め、その合算値をQとする。
しかしながら、このような測定手法は直接的かつ連続的に行うことが困難なことから、水位から流量を換算するためにH-Q曲線が利用される。曲線の作成には水位の測定が必要であるが、水位測定には河道に堰（せき）などの人工物を設置して行う。このような堰ならばセンサーが自動的に水位測定を行ってくれるが、規格に合う堰を造るのが困難な場合（川幅が狭い、など）は、現地に赴き人間の手で様々な水位の時に流量を測定し、曲線あてはめ（近似曲線の算出）を実行する。